# 사바나늪땃쥐
사바나늪땃쥐(Crocidura longipes)는 땃쥐과에 속하는 포유류의 일종이다. 나이지리아의 토착종이다. 자연 서식지는 늪이다. 서식지 감소로 멸종 위협을 받고 있다.